# Fritz Ozmec
Fritz Ozmec (* 4. September 1948 in Wien) ist ein österreichischer Jazzmusiker (Schlagzeuger, Perkussionist).

## Leben und Wirken
Ozmec absolvierte seine musikalische Ausbildung am Konservatorium der Stadt Wien. Er gehörte zunächst zur Band von Fatty George, um dann mit Friedrich Gulda, mit Fritz Pauer, und im Hans Koller Sextett zu wirken. Dann war er Mitglied im Sextett von Erich Kleinschuster (ORF / 1968–70) und zwischen 1976 und 1982 in der ORF Big Band; weiterhin war er im Vienna Art Orchestra (Tango from Obango, 1979) und im Radio Symphonie Orchester Wien tätig. Ozmec begleitete bei Festivals und Klubauftritten Musiker wie Art Farmer, Stan Getz, Gerry Mulligan, Ray Brown, Toots Thielemans, Herbie Mann, Barney Kessel, Herb Ellis, Astrud Gilberto, aber auch Caterina Valente und José Feliciano. Daneben leitete er eigene Gruppen, trat mit Harry Pepl und Wayne Darling als Hip Jargon auf und spielte bei den Vienna City Ramblers. Weiterhin ist er auf Alben von Richard Oesterreicher, Roland Batik, Teddy Ehrenreich, Uzzi Förster, Mickey Baker oder J. B. Hutto zu hören. 2012 gründete er das Vienna Jazz Orchestra.
Seit 1979 lehrte Ozmec zudem an der Hochschule für Musik und darstellende Kunst Wien, wo er 1983 auf die Professur für Schlagzeug und Perkussion berufen wurde, die der bis 2013 innehatte. 1988 gründete er dort die Universitäts-Bigband, die er in den nächsten Jahrzehnten leitete. Zwischen 1985 und 1990 war er auch als Gastdozent an der Musikhochschule Hamburg tätig.